# Helly Hansen
Helly Hansen este un producător norvegian de textile, echipamente pentru sport și pentru muncă, pentru activități desfășurate pe mări, oceane  și în munți, cu sediul în Oslo, Norvegia. De la fondarea sa în anul 1877 și până în octombrie 2009, compania a avut sediul în Moss, Norvegia. 

## Istorie
Helly Juell Hansen s-a aflat pe mare încă de la vârsta de 14 ani. În 1877, la 35 de ani, el și soția sa, Maren Margarethe, au început să producă jachete, pantaloni, pălării de ploaie (Sou'wester) și prelate pentru marinari si pentru alte persoane care activau în zone umede, cum ar fi pescarii și lucratorii din industria de prelucrare a peștelui. Aceste articole erau confecționate inițial din lenjerie grosieră, înmuiată în ulei de in pentru impermeabilizare (vezi oilskin). În primii cinci ani au vândut în jur de 10.000 de bucăți.
În 1878, compania a câștigat o diplomă de excelență la Expoziția de la Paris și a început să exporte produsele sale. 
După moartea lui Helly Juell Hansen în 1914, conducerea companiei a fost preluată de fiul său, Helly Hansen, acesta fiind dealtfel și un comerciant experimentat. 
În anii 1920 compania a creat un nou material, pe care Helly Hansen l-a numit Linox. În următorii 30 de ani, denumirea de Linox s-a transferat unui produs din PVC (policlorură de vinil). 
O schimbare a mărcii a venit în 1949, când a fost dezvoltat Helox. Foaia din plastic translucid din PVC, cusută în jachete și pălării impermeabile, a devenit un element popular. Aproximativ 30.000 de articole de îmbracăminte Helox au fost produse în fiecare lună. Plarex, o versiune mai grea a Helox, susținută de țesătură, a fost dezvoltată pentru îmbrăcămintea de lucru. 
Un produs dezvoltat pentru piețele de îmbrăcăminte outdoor și de lucru a fost Fibrepile, care reprezintă un strat izolator atașat sub materialele impermeabile. Acesta a fost folosit de muncitorii forestieri suedezi, care au descoperit că oferea izolare împotriva frigului și o bună ventilare în timpul muncii fizice grele din pădure. 
Povestea straturilor (textile) a fost finalizată în anii '70, odată cu dezvoltarea LIFA. Fibra de polipropilenă folosită în LIFA menține pielea uscată și caldă, împingând umiditatea departe de corp, ceea ce o face să fie țesătura ideală a stratului de bază pentru uz exterior și haine de lucru. Aceasta a reprezentat nașterea sistemelor de îmbrăcăminte în trei straturi: LIFA aproape de corp, Fibrepile ca strat de izolare și stratul exterior rezistent la apa. 
În anii '70, compania a dezvoltat costume de supraviețuire pentru muncitorii petrolieri din Marea Nordului . În 1980 a fost lansat sistemul de țesături respirabil, rezistent la apă, numit Helly Tech. Îmbrăcămintea Helly Tech folosește atât tehnologie hidrofilă, cât și microporoasă . Țesătura echipamentului hidrofil conține la bază lanțuri moleculare "iubitoare" de apă, care absorb vaporii de apă și îi ghidează către exterior. Tesăturile microporoase conțin pori minusculi care permit vaporilor de apă să iasă din țesătură, fără a lăsa picăturile de ploaie să intre.   
În 2012, Helly Hansen a lansat tehnologia H2 Flow împreună cu H2 Flow Jacket. Această jachetă permite purtătorului să-și regleze temperatura corpului. 

## Preluări ale companiei
Până în 1995, compania era deținută de consorțiul norvegian Orkla . În acel an, Orkla a vândut o participație de 50% din Helly Hansen către Resource Group International,  care a fuzionat cu Aker în 1996. 
În 1997, Investcorp a cumpărat pachetul lui Aker și cea mai mare parte din Orkla. Compania a fost evaluată la 160 de milioane de dolari. 
În octombrie 2006, Investcorp și-a vândut participația în Helly Hansen către Altor Equity Partners, „o firmă cu capital privat care se concentrează pe investiții în companii cu sediul în regiunea nordică ”. "    
În 2012, Altor a vândut 75% din acțiunile Helly Hansen către Ontario Teachers' Pension Plan.
În 2015, Ontario Teachers' Pension Plan și-a mărit poziția, achiziționând acțiunile rămase de la Altor.     
În mai 2018, Pension Plan a vândut compania către retailerul Canadian Tire, pentru 985 milioane CA$. 

## Parteneriate
În februarie 2011, a fost anunțat un parteneriat de trei ani cu compania de ghizi montani Mountain_Madness. Acordul dintre companii a constat în faptul că Helly Hansen s-a angajat să doteze toți ghizii operaționali ai companiei Mountain Madness „cu îmbrăcăminte tehnică din cap până în picioare”, începând cu sezonul 2011 și până în 2013. 
În noiembrie 2012, Helly Hansen s-a asociat cu US Ski and Snowboard Association pentru a fi furnizorul lor oficial de echipament de îmbrăcăminte ca strat de baza (baselayer).  Echipa americană de schi alpin a purtat Helly Hansen ca strat de baza în timpul Jocurilor Olimpice de Iarnă din 2014 desfășurate la Soci (Rusia). 
Helly Hansen este sponsorul oficial al îmbrăcămintei pentru cursele de navigație NOOD Regatta. 
În iulie 2015, Helly Hansen a devenit partener pentru echipele de schi alpin și para-alpin din Canada , asigurând echipamentul de îmbrăcăminte. 

## Legături externe
- Site-ul Helly Hansen
- Site-ul HH Workwear